# Heiligenkreuz am Waasen
Heiligenkreuz am Waasen är en ort och kommun i Österrike. Den ligger i distriktet Leibnitz i förbundslandet Steiermark. Den 1 januari 2015 blev den tidigare kommunen Sankt Ulrich am Waasen en del av kommunen Gleinstätten.
Kommunen består av fyra orter (Ortschaften) (inom parentes invånarantal 1 januari 2024):
- Felgitsch (549)
- Heiligenkreuz am Waasen (1 541)
- Sankt Ulrich am Waasen* (690)
- Wutschdorf* (140)

Orter markerade med * tillhörde den tidigare kommunen Sankt Ulrich am Waasen. 